# Allodonta sikkima
Allodonta sikkima är en fjärilsart som beskrevs av Moore 1879. Allodonta sikkima ingår i släktet Allodonta och familjen tandspinnare. Inga underarter finns listade i Catalogue of Life.